# Аль-Хувайя
Аль-Хувайя (англ. al-Huwayya, араб. الهويا) — поселення в Сирії, що складає невеличку друзьку общину в нохії Малах, яка входить до складу однойменної мінтаки Сальхад в південній сирійській мухафазі Ас-Сувейда.